# Clima d'Estònia

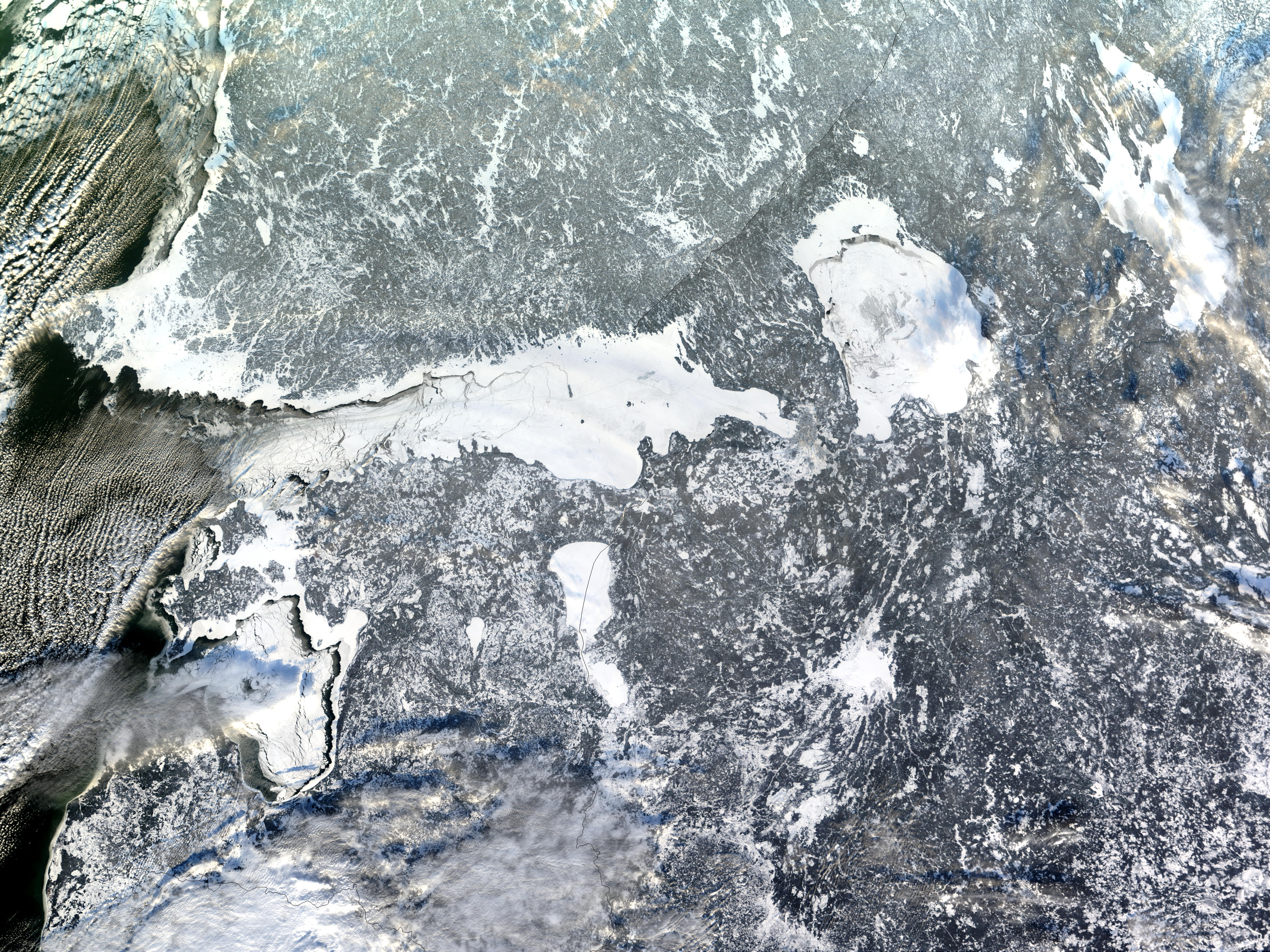
Tot i que els hiverns freds a Estònia s'estan reduint a causa del canvi climàtic, encara poden haver-hi onades de fred molt intenses. Aquesta imatge per satèl·lit del 10 de gener de 2003 mostra una gran part del golf de Finlàndia congelat.

El Clima d'Estònia es caracteritza per trobar-se al nord d'Europa, a la regió Bàltica, a latituds entre els 57º i els 60º nord, al sud del golf de Finlàndia. Té un relleu molt pla que de mitjana és d'uns 50 metres sobre el nivell del mar. El factor principal que afecta el clima a Estònia és l'oceà Atlàntic, principalment el corrent del Golf, les activitats cícliques del qual en la part nord de l'oceà provoquen variacions sobtades de temperatures, així com l'aparició de vents forts i un gran nivell de precipitacions. Aquestes característiques la fan una zona de clima continental amb influències atlàntiques.
Els estius són càlids i els hiverns són freds. El gener és el mes més fred de l'any, amb temperatures diürnes al voltant dels -5 ºC, però en alguns casos els mesos d'hivern poden ser molt freds, amb temperatures molt per sota dels 0ºC, arribant a caure per sota dels -20 ºC i amb forts vents de component nord-est. Les fortes nevades o fins i tot les tempestes de neu no són estranyes. El temps sovint és humit i amb la influència de les brises marines.
Durant l'estiu, les temperatures diürnes assoleixen els 20-25 ºC, però a vegades poden arribar a pujar fins als 30 ºC o més. El juliol és el mes amb les temperatures més elevades, amb una mitjana de temperatures de 18 ºC. Durant aquesta època de l'any són habituals les tempestes a la tarda i el vespre.
Les precipitacions anuals es troben entre els 550 i els 700 mm de pluja, anant des dels 520 mm en algunes illes fins als gairebé 750 mm a les terres altes. La variació estacional en la precipitació és similar al llarg de tot el país, essent els mesos de febrer i març els més secs. La precipitació augmenta gradualment fins al juliol i l'agost, després dels quals disminueix cap a l'hivern i la primavera.

## Classificació

Classificació climàtica de Köppen del territori d'Estònia.

En la classificació climàtica de Köppen, la major part del territori estonià és del clima Dfb. És a dir, Estònia és principalment de clima continental humit, sense temporada seca i amb un estiu relativament calent.
Estònia comparteix la mateixa classificació climàtica amb la majoria dels seus països veïns, com Lituània i Letònia, i el conjunt d'Europa de l'Est, amb un continu classificat com a Dfb a Europa des de Rússia fins a Polònia. També trobem climes amb la mateixa classificació a la costa sud de Finlàndia i al centre de Suècia. Altres regions amb aquest clima són parts del Canadà i el nord dels Estats Units d'Amèrica, i l'illa de Hokkaido al Japó.

## Canvi climàtic

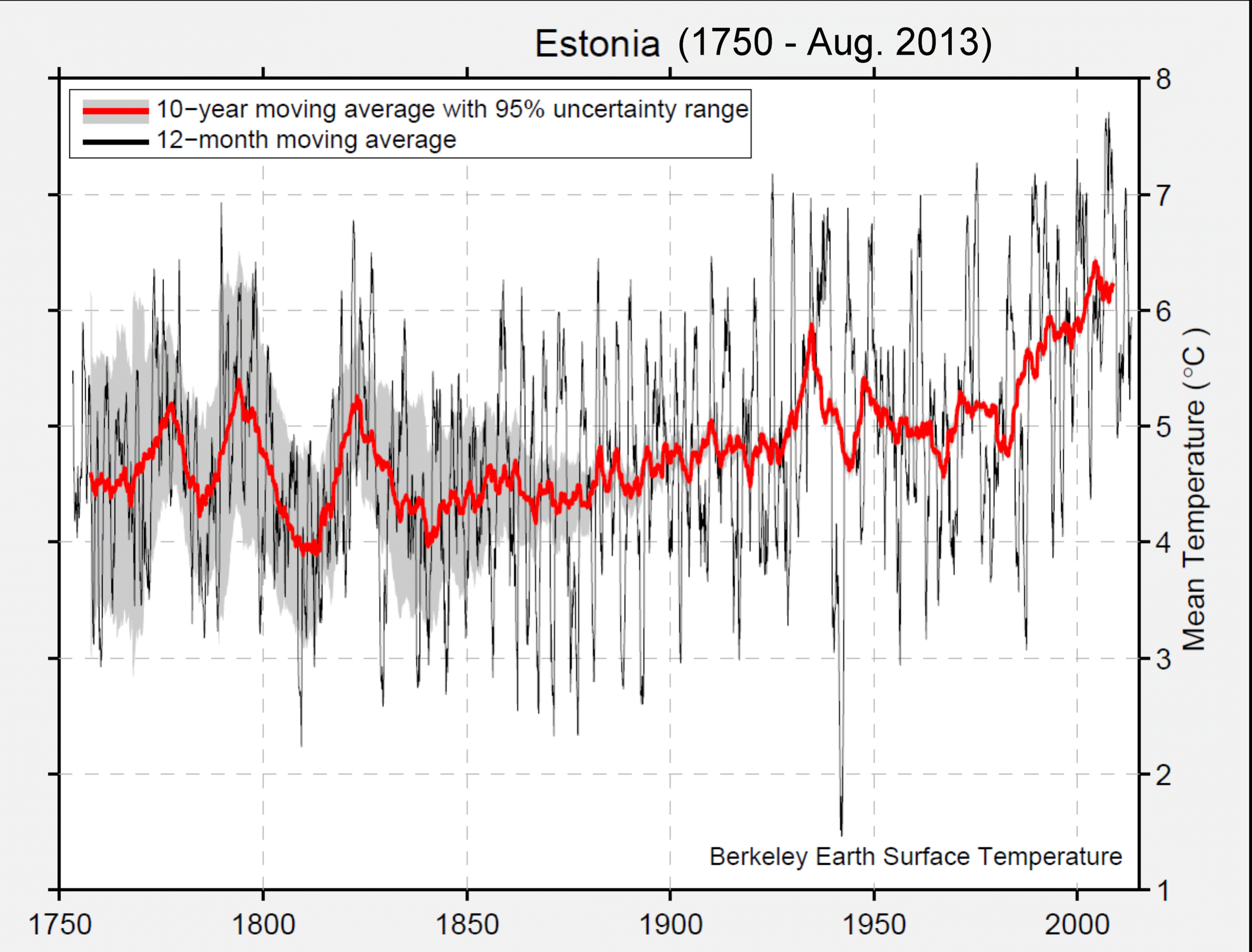
Temperatures mitjanes a Estònia des del 1750 fins al 2013.

En els últims 100 a 150 anys, la temperatura d'Estònia ha incrementat a causa del canvi climàtic. Les mitjanes climàtiques de 1966 fins al 1998 mostren que, des del 1880, les temperatures mitjanes anuals havien incrementat en 0,4 ºC, i la durada de la coberta de neu s'havia reduït entre 5 i 10 dies, a conseqüència directa de l'escalfament global.

### Efectes del canvi climàtic a Estònia
L'escalfament global s'espera que tingui un impacte significant sobre el medi natural i les activitats humanes a les latituds altes. Algunes de les principals amenaces a Estònia estan vinculades amb la pujada del nivell del mar: la inundació de les zones costaneres, l'erosió de les platges sorrenques i la destrucció de les instal·lacions portuàries.